# Foetaal hemoglobine
Foetaal hemoglobine (HbF) is het belangrijkste zuurstoftransporteiwit in de foetus gedurende de laatste 7 maanden voor de geboorte. Het grootste verschil tussen HbF en volwassen hemoglobine (HbA) is dat HbF een grotere affiniteit voor zuurstof heeft dan HbA, waardoor het in staat is om in de placenta zuurstof op te nemen van het bloed van de moeder.
Foetaal hemoglobine kan aangetoond worden met behulp van de Kleihauer-Betke-test. Deze test berust op het principe dat het foetale hemoglobine minder makkelijk oplost na zuurbehandeling dan volwassen hemoglobine. Na aankleuring van de cellen met een kleurstof kan onder de microscoop geteld worden hoeveel rode bloedcellen met HbF aanwezig zijn (donkerroze van kleur). Deze test is met name van belang om aan te tonen of na een buiktrauma er een bloeding heeft plaatsgevonden waardoor bloed van het kind zich heeft vermengd met de moeder. 